# Mohamed Hafez El-Sayed
Mohamed Hafez El-Sayed (in arabo محمد السيد حافظ‎?; 19 novembre 1963) è un ex sollevatore egiziano che ha gareggiato nella categoria dei pesi mosca.

## Carriera
Ha partecipato ai Giochi olimpici di Los Angeles nel 1984, valevoli anche come campionati mondiali, classificandosi al 12º posto.